# Philipp Heck
Philipp Heck (San Pietroburgo, 22 luglio 1858 – Tubinga, 28 giugno 1943) è stato un giurista tedesco tra i principali sostenitori della dottrina nota come "giurisprudenza degli interessi".

## Biografia
Dopo avere completato gli studi a Berlino, fu professore di diritto dal 1891 all'Università di Greifswald, dal 1892 all'Università di Halle e dal 1901 al 1928 all'Università di Tubinga. Il suo lavoro sulla metodologia giudiziaria fu fondamentale per definire la dottrina della giurisprudenza degli interessi, dottrina che spesso difese polemicamente contro le scuole opposte del diritto libero (Freirechtslehre) e della giurisprudenza dei concetti. Secondo Heck, la giurisprudenza degli interessi supera il primato della logica con «il primato dello studio e della valutazione della vita». Heck, inoltre, riconosceva la non completezza del diritto, che invece era uno dei capisaldi del positivismo, attribuendo al giudice la facoltà di andare oltre il dettato formale della legge, pur senza contraddirla, nel caso di lacuna.
Sotto il dominio nazionalsocialista, Heck tentò di ottenere il favore del regime utilizzando la sua metodologia per giustificare l'applicazione della legislazione razziale.